# Ди Анджело, Мэтт
Ма́рио А́нджело Константину́ (англ. Mario Angelo Constantinou, род. 1 мая 1987, Лондон, Англия) — британский актёр и певец, известный под именем Мэтт Ди Анджело (англ. Matt Di Angelo). Сыграл Шона Кеннеди в телесериале «Виртуозы» и Дина Уикса в мыльной опере «Жители Ист-Энда».

## Биография

### Ранние годы
У Мэтта Ди Анджело ирландские и греческие корни. Он посещал школу Саутгейт (англ. Southgate School), начал обучаться актёрскому мастерству, танцам и пению в Студии Боден (англ. Boden Studios) и ходил в Молодёжный театр-школу «Сильвия» (англ. Sylvia Young Theatre School).

### Личная жизнь
С 2007 по 2010 год встречался с профессиональной танцовщицей Флавией Кокаке (англ. Flavia Cacace), с которой он участвовал в пятом сезоне шоу «Танцы со звёздами» и занял второе место.

## Фильмография
| Кино               | Кино             | Кино                  | Кино            | Кино                             |
| Год                | Русское название | Оригинальное название | Роль            | Примечание                       |
| ------------------ | ---------------- | --------------------- | --------------- | -------------------------------- |
| 2008               | Ложь             | Telling Lies          | Дерек           |                                  |
| 2010               | Следуя по стопам | Following Footsteps   | Джек Стэдлер    |                                  |
| 2012               | Два дня в дыму   | Two Days in the Smoke | Брэд Уолкер     |                                  |
| Телевидение        |                  |                       |                 |                                  |
| Год                | Русское название | Оригинальное название | Роль            | Примечание                       |
| 2000               | Огни бухты       | Harbour Lights        | Робби           | Эпизод «Rites of Passage»        |
| 2004               | Я мечтаю         | I Dream               | Феликс          | Постоянная роль; 13 эпизодов     |
| 2006–08, 2014–2016 | Жители Ист-Энда  | EastEnders            | Дин Уикс        | Постоянная роль; 371 эпизод      |
| 2008               | Дом Дэни         | Dani's House          | курьер          | Эпизод «Luck»                    |
| 2009–12            | Виртуозы         | Hustle                | Шон Кеннеди     | Постоянная роль; 24 эпизода      |
| 2009               | Катастрофа       | Casualty              | Том             | Эпизод «No Fjords in Finland»    |
| 2011               | Смерть в раю     | Death in Paradise     | Даррен Мур      | Эпизод «Episode Two»             |
| 2012–14            | Борджиа          | Borgia                | Франческо Адони | Второстепенная роль; 11 эпизодов |